# 巴德利工作記憶模型
巴德利工作記憶模型（英文：Baddeley's model of working memory）是巴德利（Alan Baddeley）和希奇（Graham Hitch）在1974年提出的工作记忆模型，試圖呈現更準確的初級記憶模型（通常称为短期记忆 ）。工作記憶将初級記憶分成多个元件，而不是单个统一构造。 

## 歷史
巴德利和希奇在1968年提出工作记忆模型，由三個元件組成，目的是為了取代由艾金生（Atkinson）和謝扶潤（Shiffrin）提出的多重记忆模型之中的「短期記憶」。后来巴德利和其他同事扩展了这个模型，增加了第四个元件，並成为工作记忆领域的主流观点。然而，有其他的替代模型正在开发中（参见工作记忆 ），为工作记忆系统提供了不同的觀點。 
巴德利和希奇的原始模型由三个主要元件组成：「中央執行」（作为监督系统，控制著與從屬系统之間的資訊流动），以及兩個從屬系統「語音循環」、「視覺空間寫生板」 。語音循環储存语言内容，視覺空間寫生板储存视觉空间数据，而這两个從屬系統皆仅作為短期储存中心。 巴德利於2000年的時候在他的模型中加入了第三个從屬系統，即「情节缓冲區」。 
在巴德利和希奇的在旧模型中，区分出两个从属系统的论点来自雙作業派典的实验结果。受試者會同時執行兩個任務，當使用兩個分立的感知區時（即视觉和口头任务），执行結果的效率几乎与单独执行任务一样。反之，当受試者试图使用相同感知區，同时执行两个任务时，执行效率則低于单独执行任务时的效率。 
經過25年之後，加入了巴德利模型的第四个元件，用以补充中央执行系统。第三个从属系统是种有限容量的系统「情节缓冲区」，藉由结合从属系统資訊以及长期记忆來形成单个情節表徵，從而暫時储存資訊。 

## 元件

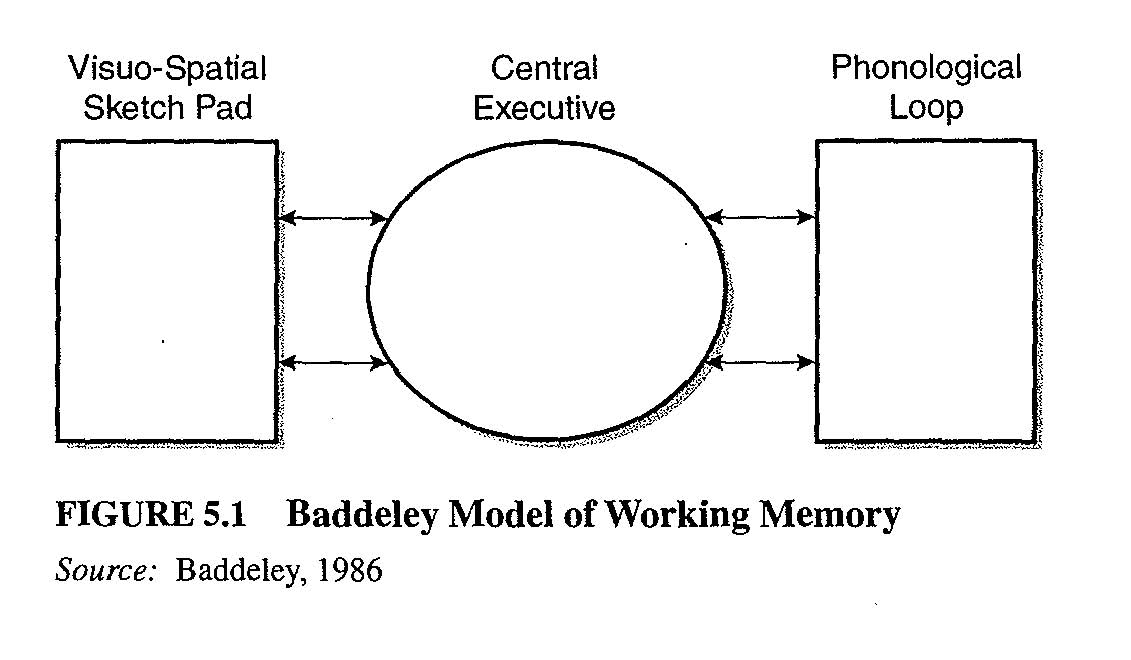
Baddeley的第一個工作記憶模型（沒有情節緩衝區）

### 中央執行(Central executive)
中央執行是個靈活的系統，負責控制和調節認知過程。它引導注意力和瞄準資訊，使工作記憶和長期記憶一起工作。可以把它認為是個監控系統，控制認知過程，確保短期記憶積極工作，並在它們誤入歧途時進行干預，防止分心。
它具有以下功能：
- 更新、對輸入資訊編碼和替換舊資訊

- 將來自多個來源的資訊綁定到連貫的事件中
- 協調從屬系統
- 在任務或提取策略之間切換
- 抑制主要反應或自動化反應[4]
- 選擇性注意

中央執行系統主要有兩個系統:視覺空間寫生板（visuo-spatial sketchpad）和語音循環（phonological loop）。
例如，巴德利和厄斯（Erses）使用雙任務範式發現，即使單個任務的難度與他們的能力相適應，阿茲海默症患者在同時執行多個任務時的表現會減弱。兩個任務包括記憶任務和追踪任務。單個動作完成得很好，但隨著阿茲海默症在病人身上變得越來越顯著，執行多個動作會變得越來越困難。這項研究表明，阿茲海默症患者的中央執行功能正在惡化。
最近關於執行功能的研究表明，「中央」執行並不像巴德利和希奇的模型中設想的那麼核心。相反，在個體之間似乎存在單獨的執行功能，這些功能有很大程度上彼此獨立的差異，並且可以選擇性地受損或免於腦損傷。

### 語音循環
語音循環（或「發音循環」)作為處理聲音或音韻資訊的整體。由兩個部分組成:一種是短期音韻儲存器，帶有易迅速衰減的聽覺記憶痕跡，另一種是發音複述元件（有時稱為發音循環），可以恢復記憶痕跡。
任何聽覺語言資訊都被假定自動進入語音儲存。視覺呈現的語言可以透過無聲的發音轉換為語音代碼（phonological code），從而編碼到語音儲存中。發音控制過程促進了這種轉換。音韻儲存器就像「內耳」，按時間順序記憶語音，而發音過程就像「內在聲音」，循環重複一系列單詞（或其他語音元素），以防止它們衰減。尤其是在幼兒期，語音循環可能對詞彙習得起著關鍵作用。另外，對於學習第二語言也至關重要。
五個主要發現為語音循環提供了證據:
1. 語音相似性的影響:  一組聽起來相似的單詞表，比聽起來不同的單詞表更難記住。語義相似（意義相似）的影響相對較小，因此，這項發現佐證了，語言資訊在工作記憶中主要是以語音來編碼的假設[10]。
2. 發音抑制的效果:  當人們被要求大聲說出一些不相干的東西時，他們對口頭材料的記憶就會受損。這被認為是為了阻止發音複述過程，導致記憶痕跡在語音循環衰減[11]。
3. 代碼之間的資訊傳遞:  對於視覺呈現的項目，成年人通常會將其命名並默念，因此資訊會從視覺上轉移到描述上。而發音抑制阻止了這種轉移，在這種情況下，上述語音相似性的效果被消除了[12]。
4. 神經心理學的證據:  對語音短期記憶有特定缺陷的患者，可以用語音儲存缺陷解釋患者的行為。另外，由於發音複述過程的缺失，發展性言語障礙失語症患者無法建立發音所需的言語運動代碼[13]。
5. 另一方面，對吶語症（Dysarthria）患者而言，其言語問題是次要的，他們能表現出正常的複述能力。這表明默讀複述至關重要[14]。

#### 語音短期儲存的證據
幾十年來，文學積累為音韻STS理論提供了強而有力的支持。在1971年的一項研究中，斯蒂芬·馬迪根（Stephen Madigan）證明，在正向序列回憶中，當以聽覺而非視覺的方式呈現一個列表時，近因效應效果更大。（在後向序列回憶中，效果較小。）在他的研究中，聽覺呈現導致對最接近的研究項目回憶更強。凱瑟琳·彭尼（Catherine Penney）對這一發現進行了擴展，發現在自由回憶任務中也可以發現模態效應（modality effects）。在1965年，達利特（Dallett）發現在列表中加入「後綴」項（無法被回想的干擾）會大幅減少觀察到的模態效應。。羅伯特·格林（Robert Greene）在1987年利用這一觀察發現，與視覺相比，後綴效應對列表的聽覺學習（而非視覺學習）有更大的影響。這些結果都有力地支持了這個理論，即存在一個透過語音來儲存近期所學的短期儲存區。此外，布魯姆（Bloom）和瓦特金斯（Watkins）發現，當後綴無法被解釋為語音時，後綴效應會大大減弱，這與音韻短期儲存理論相一致，因為它在很大程度上不受非語言干擾的影響。

### 視覺空間寫生板
艾倫·巴德利的工作記憶理論還可以從另一方面儲存短期記憶。視覺空間寫生板是個可供操作的視覺資訊儲存區。視覺空間寫生板被認為它本身有自己的工作記憶儲存區，因為它不會干擾語音循環的短期歷程。在研究中發現，視覺空間寫生板可以與語音循環同時工作，處理聽覺和視覺刺激，而任一過程均不受其它過程影響。巴德利將短期記憶理論重新定義為工作記憶來解釋這一現象。在最初的短期記憶理論中，人們認為只有一個即時資訊處理儲存器，它只能在很短的時間內（有時是幾秒鐘的事情）儲存7個加2或減2個項目。數字廣度測試（The digit-span test）是經典地定義了短期記憶的完美測量例子。從本質上講，如果一個人不能在幾分鐘內，找到一種將資訊轉移到長期記憶中的現有關聯，來編碼7加減2個項目，那麼這些資訊就會丟失，並且永遠不會被編碼。
然而，視覺空間短期記憶可以在短時間內保留視覺和空間資訊。當這種記憶被使用時，個體能夠暫時創造心像並一再重新審視，還可以在複雜的空間定位任務中操縱它。有些人的大腦區域存在差異，這是由於不同類型的腦損傷造成的。視覺空間短期記憶與暫時性記憶（如視覺感覺記憶）的區別上也可能存在誤解。暫時性記憶只是一種短暫的感覺記憶。因此，由於視覺感覺記憶是感覺記憶的一種，但資訊儲存的時間只有一秒鐘左右。常見視覺感覺記憶的效果：個體可能記得那些看過的，但其實不在此地的東西，或者不記得在視線範圍內的特定事物。記憶只是瞬間的，如果不在幾秒鐘內被注意到，它就會消失。
大腦中有兩種不同的途徑，分別控制視覺空間寫生板的不同功能。寫生板由「空間短期記憶」和「對象記憶」兩部分組成。空間短期記憶是指，人們如何能夠學習從而記住在與其他對象的比較表徵中，這個對象所處的位置「在哪裡」。對象記憶則是學習和記憶這個對象「是什麼」的關鍵。這兩種不同的視覺能力之間的差異，在很大程度上是能力在大腦中的通路不同所致。大腦中偵測到空間表徵的視覺通路是背側流。決定物體形狀、大小、顏色和其他決定性特徵的視覺通路稱為腹側流。這兩種流各自獨立運行，因此視覺系統可以只處理其中一種而不處理另一種（例如在腦損傷中），或同時處理兩種流。這兩個流彼此獨立，所以如果其中一種正在運作，另一個仍然可以發送資訊。

#### Logie對視覺空間寫生板的詳細描述
Logie提出視覺空間寫生板可以進一步細分為兩個部分:
1. 視覺快取，負責儲存種類和顏色相關的資訊。
2. 內部抄寫器，負責處理空間和運動資訊。它還會排練在視覺快取中的資訊，並將其傳輸給中央執行系統[23]。

三個主要發現，為視覺空間寫生板內視覺和空間部分的區別，提供了證據:
1. 視覺任務和空間任務之間的干擾比兩個視覺任務或兩個空間任務之間的干擾要小[23]。
2. 腦損傷可以影響其中一種成分而不影響另一種[24]。
3. 腦成像結果顯示，帶有視覺物體的工作記憶任務主要激活左半球區域，而帶有空間資訊的任務激活右半球區域更多[25]。

### 情節緩衝區
2000年，巴德利在模型中加入了第四個元件，情節緩衝區（Episodic buffer）。這個元件是有限容量的被動系統，致力於將跨域資訊連接起來，形成具有時間順序（或情節時間順序）的視覺、空間和口語資訊的整合單元，例如故事或電影場景的記憶。情節緩衝也被認為與長期記憶和語義有聯繫。
「它就像緩衝儲存器，不僅在工作記憶的各個元件之間，而且還把工作記憶、感知和長期記憶聯繫起來。」巴德利假設「藉由有意識地覺察，可從緩衝區中提取」。情節緩衝區允許個人使用整合的資訊單元，他們已經不得不想像新的概念。因為這可能是一個「需要注意力的過程…… 緩衝區在很大程度上取決於中央執行機構」。
引入這一成分的主要動機，是因為觀察到，雖然一些失憶症患者（尤其是高智商患者）可能沒辦法在長期記憶中編碼新資訊，但他們對故事的短期記憶很好，能回憶起比語音循環中所能記住的還要多出很多的資訊。「情節緩衝出現了…… 能夠儲存綁定的特性，並使它們可被有意識的覺察所用，但本身不負責綁定的過程」。
據推測「有意識地使用語音循環或寫生板，可透過緩衝區來進行」。這是基於這樣的假設:視覺空間寫生板和語音循環都是次要的緩衝器，在它們的感覺區域內結合資訊。另外，情節性緩衝區也可能與嗅覺和味覺相互作用。

## 生物學/神經科學
有很多證據表明，短期記憶緩衝區與長期記憶不同。語音循環似乎與左半球的激活有關，尤其是顳葉。而視覺空間寫生板則根據任務難度，激活不同區域; 較低強度的任務似乎激活枕葉，而更複雜的任務激活頂葉。儘管中央執行系統似乎位於大腦的額葉，但仍然是個未解之謎。情節性緩衝區似乎位於兩個半球（雙側），額葉和顳葉都有激活，甚至海馬迴的左側也有激活。就遺傳學而言，ROBO1基因與語音緩衝區的完整性或長度有關。

## 模型的有效性
巴德利模型的优势在于，它能够将大量的研究成果整合到短期记忆及工作记忆中。此外，從屬系統的机制（特别是语音循环）激发了大量实验心理学、神经心理学、认知神经科学的研究。 
然而，一些對模型的批评已经提出，例如在语音循环的部分，最初的巴德利-希奇模型很难解释包括「7加減2规则」争议在內的一些细节。  
情节缓冲區被認为是有助於工作记忆模型的補充，但尚未进行广泛研究，其功能仍不清楚。